# Cantón de Poitiers-7
El cantón de Poitiers-7 era una división administrativa francesa, que estaba situada en el departamento de Vienne y la región de Poitou-Charentes.

## Composición
El cantón estaba formado por dos comunas, más una fracción de la comuna que le daba su nombre:
- Chasseneuil-du-Poitou
- Montamisé
- Poitiers (fracción)

## Supresión del cantón de Poitiers-7
En aplicación del Decreto nº 2014-264 de 27 de febrero de 2014, el cantón de Poitiers-7 fue suprimido el 22 de marzo de 2015 y sus 3 comunas pasaron a formar parte; dos del nuevo cantón de Chasseneuil-du-Poitou y la fracción de la comuna que le daba su nombre se unió con las demás fracciones para que, por medio de una reestructuración cantonal, fueran creados los nuevos cantones de Poitiers-1, Poitiers-2, Poitiers-3, Poitiers-4 y Poitiers-5.